# Selezione maschile under 19 di football americano della Catalogna
La selezione di football americano della Catalogna è la selezione Under-19 maschile di football americano della FCFA.
Non rappresenta la Catalogna in nessuna competizione ufficiale organizzata della federazione internazionale IFAF o europea IFAF Europe. In queste competizioni la Catalogna partecipa all'interno dalla Nazionale maschile under 19 di football americano della Spagna.

## Dettaglio stagioni

### Amichevoli
| Stagione | Vin | Par | Per | Tot | PF | PS | avversaria |
| -------- | --- | --- | --- | --- | -- | -- | --- |
| 2013     | 0   | 0   | 1   | 1   | 22 | 40 | [[Selezioni giovanili della nazionale maschile di football americano Template:Naz/FR-U#Under 19\|Template:Naz/FR-U U-19]] |
| 2016     | 0   | 0   | 1   | 1   | 2  | 20 | [[Selezioni giovanili della nazionale maschile di football americano Template:Naz/FR-U#Under 19\|Template:Naz/FR-U U-19]] |
| 2017     | 1   | 0   | 1   | 2   | 16 | 8  | EAFL Falcons, Panama Marlins                                                                                              |
| Totale   | 1   | 0   | 3   | 4   | 40 | 68 | |

Fonte: americanfootballitalia.com

### Riepilogo partite disputate
| Anno              | Luogo    | Evento     | Fase del torneo | Incontro | Risultato |
| 16 giugno 2013    | Avignone | Amichevole |                 | [[File:Template:Naz/FR-U\|class=noviewer\|Template:Naz/FR-U (bandiera)\|20x16px]] [[Selezioni giovanili della nazionale maschile di football americano Template:Naz/FR-U#Under 19\|Template:Naz/FR-U U-19]] - Catalogna U-19 | 40 - 22   |
| 28 giugno 2016    | Salt     | Amichevole |                 | Catalogna U-19 - [[Selezioni giovanili della nazionale maschile di football americano Template:Naz/FR-U#Under 19\|Template:Naz/FR-U U-19]] [[File:Template:Naz/FR-U\|class=noviewer\|Template:Naz/FR-U (bandiera)\|20x16px]] | 2 - 20    |
| 23 settembre 2017 | Madrid   | Amichevole |                 | EAFL Falcons - Catalogna U-19 | 0 - 16    |
| 23 settembre 2017 | Madrid   | Amichevole |                 | Panama Marlins - Catalogna U-19 | 8 - 0     |

## Confronti con le altre Nazionali
Questi sono i saldi della Catalogna nei confronti delle Nazionali e Selezioni incontrate.

### Saldo negativo
| Nazionale | Giocate | Vinte | Pareggiate | Perse | PF | PS | Ultima vittoria | Ultimo pari | Ultima sconfitta |
| --- | ------- | ----- | ---------- | ----- | -- | -- | --------------- | ----------- | ---------------- |
| [[File:Template:Naz/FR-U\|class=noviewer\|Template:Naz/FR-U (bandiera)\|20x16px]] [[Selezioni giovanili della nazionale maschile di football americano Template:Naz/FR-U#Under 19\|Template:Naz/FR-U U-19]] | 2       | 0     | 0          | 2     | 24 | 60 | -               | -           | 2016             |